# Białka błonowe
Białka błonowe – białka związane ze strukturą błony biologicznej. 
W błonach tych białka pełnią rozliczne funkcje niezbędne dla prawidłowego funkcjonowania komórki. Występują, między innymi, w roli:
- receptorów – białek przekazujących sygnały między wewnętrznym a zewnętrznym środowiskiem komórki
- enzymów błonowych – białek katalizujących reakcje (głównie oksydoreduktazy, transferazy lub hydrolazy), na przykład kompleksy białkowe syntetyzujące celulozę w komórkach roślinnych
- białek adhezyjnych – uczestniczących w przyleganiu komórek do siebie oraz odpowiedzi immunologicznej
- białek transportowych – służących do transportu jonów i innych cząsteczek chemicznych; są to na przykład kanały błonowe, przenośniki (odpowiadające za transport aktywny), pompy błonowe (np. pompa sodowo-potasowa).

## Podział białek błonowych

Schemat organizacji białek błonowych
1. Białko przezbłonowe
2. Białko monowarstwy zewnętrznej
3. Białko monowarstwy wewnętrznej
4. Białko wewnętrzne błony
Niebieskie – białka powierzchniowe

### Białka integralne
Białek integralnych nie można łatwo oddzielić od błony (na przykład za pomocą roztworów soli) ze względu na wiązania hydrofobowe z elementami dwuwarstwy lipidowej. Ta klasa białek jest zakotwiczona w błonie motywem białkowym. Do ich ekstrahowania należy używać detergentów. Integralne białka błonowe dzieli się na:
- białka przezbłonowe (transmembranowe), które przebijają całą grubość dwuwarstwy. Białka przezbłonowe można z kolei podzielić na białka jednokrotnie (białka monotopowe) lub wielokrotnie (białka politopowe) perforujące błonę.
- białka nieprzebijające błony, które dzielą się na białka listka (monowarstwy) wewnętrznego i zewnętrznego. Swoistą podgrupą białek nieprzebijających są białka wewnętrzne błony, ulokowane pomiędzy dwoma jej monowarstwami, w jej części hydrofobowej.

Na szczególną uwagę zasługują sposoby kotwiczenia białek integralnych w dwuwarstwie. Silnie hydrofobowy charakter części lipidowej błony wymusza specyficzną budowę białek: strukturę α helisy lub beczułki beta. Struktury te wymuszają skierowanie polarnych łańcuchów bocznych aminokwasów danego białka do wnętrza struktury, co najczęściej daje efekt polarnego kanału pozwalającego na przepływ odpowiednich polarnych cząsteczek. 

### Białka powierzchniowe
Białka powierzchniowe łatwo można oddzielić od błony za pomocą roztworów soli. Nie perforują one żadnej z monowarstw błony, a z błoną związane są za pomocą słabych oddziaływań molekularnych, głównie wiązań jonowych, wodorowych i sił van der Waalsa. Oddziałują w ten sposób z samą błoną lub z białkami integralnymi. Te białka mają zwykle duże fragmenty polarne i łączą się z fosfolipidami błony wiązaniami jonowymi. 

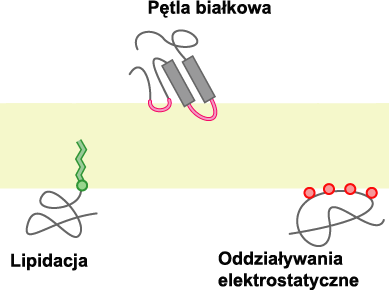
Główne motywy kotwiczenia białek nieprzebijających błony

### Białka zakotwiczone
Te białka utrzymywane są w pobliżu błony za pomocą niebiałkowego (lipidowego) elementu zakotwiczonego w błonie. Zależnie od białka można je izolować z błony tylko za pomocą detergentów lub roztworów soli. Białka zakotwiczone zostają wyposażone w motyw kotwiczący na drodze modyfikacji potranslacyjnej. Wyróżnia się następujące modyfikacje białek zakotwiczonych:
- mirystoilacja przy końcu N
- palmitylacja reszt cysteiny
- farnezylacja przy końcu C
- geranylogeranylacja przy końcu C
- glikozylofosfatydyloinozytol na końcu C (motyw cukrowo-lipidowy)
- stearylacja
- oleinacja
- arachidonacja.

W niektórych klasyfikacjach białka zakotwiczone uznaje się za białka integralne błony.
Prawdopodobnie aż 30% białek kodowanych w ludzkim genomie stanowią białka błonowe.